# Cadran solaire de Kirkdale
Le cadran solaire de Kirkdale est un cadran canonial réalisé vers le milieu du XIe siècle. Il est placé au-dessus de l'entrée de l'église Saint-Grégoire de Kirkdale, dans le Yorkshire du Nord, en Angleterre. Le cadran solaire à proprement parler est encadré de panneaux portant une inscription gravée en vieil anglais qui immortalise les noms du commanditaire de la restauration de l'église et des créateurs du cadran.

## Description
Le cadran solaire est gravé sur une dalle de pierre qui constituait à l'origine le couvercle d'un sarcophage. L'espace disponible est divisé en trois panneaux, avec le cadran à proprement parler au centre et deux panneaux latéraux couverts de texte. Des inscriptions plus brèves figurent également sous et à l'intérieur du demi-cercle du cadran.
Le cadran est de forme semi-circulaire et divisé en huit sections qui correspondent vraisemblablement à un découpage vernaculaire plutôt que religieux du jour. Les traits formant un angle de 45°, 90° et 135° avec l'horizontale correspondent néanmoins aux heures canoniales de tierce, sexte et none. Le gnomon, qui était sans doute en métal, a disparu, comme celui de tous les autres cadrans solaires anglo-saxons.

## Inscriptions

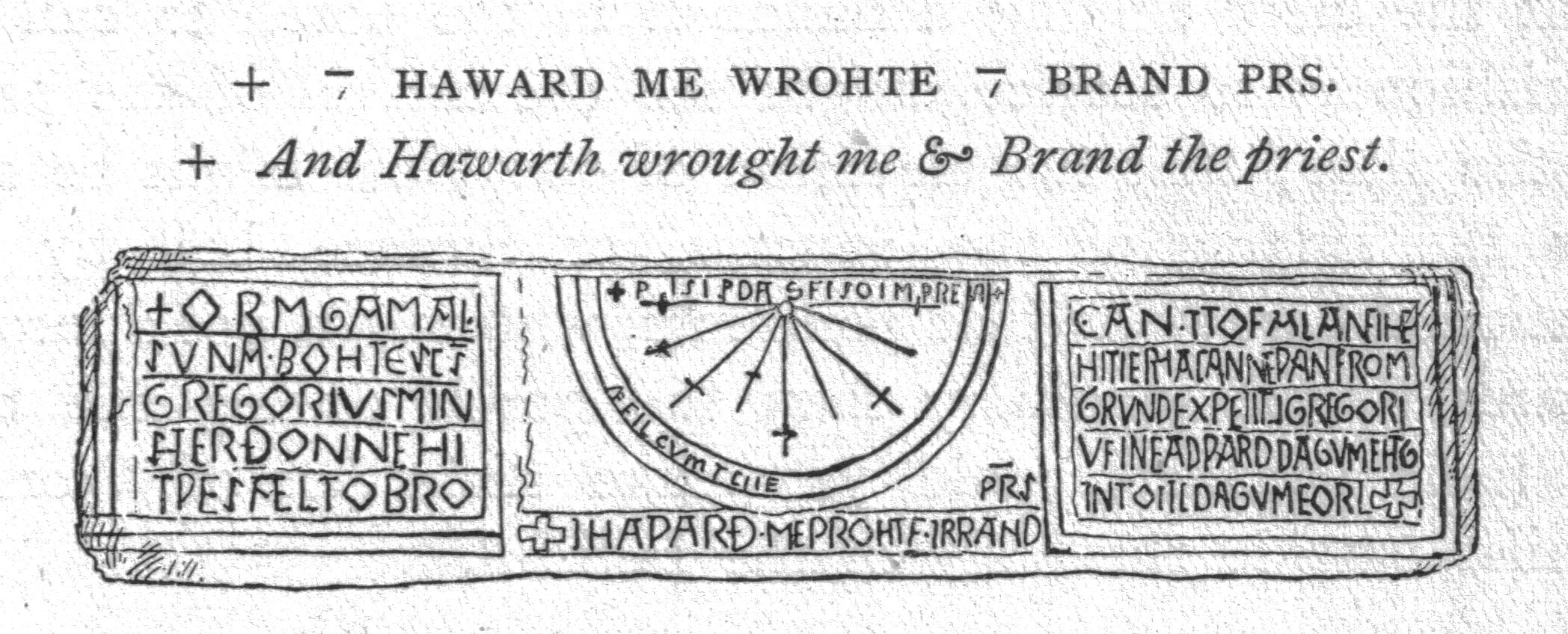
Dessin du cadran solaire avec ses inscriptions.

Toutes les inscriptions sont rédigées en alphabet latin et en vieil anglais. L'inscription du panneau de gauche se lit comme suit :
+ ORM GAMAL

SVNA BOHTE SCS

GREGORIVS MIN

STER ÐONNE HI

T ǷFS ÆL TOBRO
Celle du panneau de droite en constitue la suite :
CAN 7 TOFALAN 7 HE

HIT LET MACAN NEǷAN FROM

GRVNDE ΧΡE 7 SCS GREGORI

VS IN EADǷARD DAGVM CNG

7 [I]N TOSTI DAGVM EORL +
Le texte complet donne :

« Orm Gamal suna bohte Sanctus Gregorius Minster ðonne hit wæs æl tobrocan and tofalan and he hit let macan newan from grunde Christe and Sanctus Gregorius in Eadward dagum cyning and in Tosti dagum eorl. »

Soit : « Orm, fils de Gamal, acheta l'église de saint Grégoire quand elle était entièrement en ruine et effondrée, et il la fit refaire à neuf depuis le sol pour le Christ et saint Grégoire, à l'époque du roi Édouard et du comte Tostig. »
Le cadran solaire porte l'inscription suivante :
+ ÞIS IS DÆGES SOLMERCA +

ÆT ILCVM TIDE +

« þis is dæges solmerca, æt ilcum tide. »

« Voici le marqueur solaire du jour, à chaque heure. »
Une dernière inscription figure sous le cadran :
+7 HAǷARÐ ME ǷROHTE 7 BRAND

PRS

« and Hawarð me wrohte and Brand presbyter. »

Soit : « Et Hawarth me façonna et Brand le prêtre. »

## Analyse
La mention du roi Édouard le Confesseur et du comte Tostig Godwinson permet de dater la réfection de l'église entre 1055 et 1065. Il est possible que le « Gamal » dont Orm est le fils soit l'individu du même nom que Tostig fait assassiner dans les années 1060, un geste qui est en partie à l'origine de la révolte de ses sujets et de sa déposition en 1065.
Orm et Gamal sont des noms scandinaves, ce qui reflète l'implantation norroise dans la région à la suite des invasions vikings. Néanmoins, l'inscription n'est pas rédigée en vieux norrois, mais en vieil anglais.
La dernière phrase est ambigüe. Elle pourrait indiquer que le cadran a été réalisé par Haward et que Brand est un prêtre, ou bien que les deux sont des prêtres et qu'ils ont réalisé ensemble le cadran.